# نجمية (علم الجواهر)

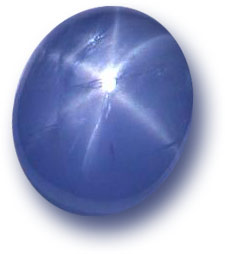
نجمية على سطح الياقوت الأزرق

النجمية، هي ظاهرة الأحجار الكريمة التي تظهر تركيزًا يشبه النجم للضوء المنعكس أو المنكسر عند قطع الكابوشون (على شكل مصقول بدلاً من التسطيح).

## النموذج الأصلي
النجم الأصلي هو الياقوت النجمى، عموما الياقوت ذو الشوائب شبه المنتظمة التي تكون رمادية مزرقة وحليب أو براق، والتي عندما تضاء لها نجمة من ستة أشعة. في الحالة الحمراء، يكون الانعكاس النجمي نادرًا؛ الياقوت النجمي الموجود أحيانًا في سريلانكا هو من بين «الأحجار الفاخرة» الأكثر قيمة. ومن الأمثلة الأخرى النجوم توباز وبعض الشاتويات الثمينة.

## وصف
إن انعكاس الضوء من التوأم الصفائحية أو من شوائب أسيكلية دقيقة للغاية على شكل إبرة موجهة إلى البنية البلورية للحجر يسبب النجمية. بلورات روتيل المجهري الفرعية المجهري هي إدراج شائع في أحجار كريمة النجم. مثال بليني الأكبر متسق مع حجر القمر. كان يُنظر سابقًا إلى أحجار النجوم مع الكثير من الخرافات.
النجم هو ظاهرة بصرية تعرضها بعض الياقوت والياقوت الأزرق والأحجار الكريمة الأخرى (مثل العقيق، ديوبسيد، الإسبنيل) لمنطقة عاكسة محسنة على شكل «نجم» على سطح كابوشون مقطوع من الحجر. الياقوت النجم والياقوت يعرض الخاصية من شوائب ثاني أكسيد التيتانيوم (الروتيل) الموجودة فيها. سبب «النجمية» هو الاختلاف في معامل الانكسار بين المادة المضيفة وما يحتويه من الشوائب الكثيفة للألياف الدقيقة من الروتيل (المعروف أيضًا باسم «الحرير»). النجمية ناتجة عن الضوء المنعكس من شوائب إبرة من الروتيل محاذاة متعامدة مع أشعة النجم. قد يكون تأثير النجوم ناتجًا أيضًا عن شوائب الهيماتيت.